# Барера, Орландо
Орландо Барера (итал. Orlando Barera; 6 февраля 1907, Феррара — 26 марта 1971, Эль-Пасо) — итальянско-американский дирижёр и скрипач.
Сын и ученик Федерико Бареры, окончил Болонский музыкальный лицей. Затем учился в Париже у Джордже Энеску.
В 1933 году исполнил премьеру Концерта для скрипки и малого оркестра Риккардо Нильсена (дирижёр Альфредо Казелла). В середине 1930-х гг. концертировал по всей Европе, выступал в Париже с Изидором Филиппом (произведения Камиля Сен-Санса и Сезара Франка), в Турине с Сандро Фугой (произведения Белы Бартока).
В начале 1936 года впервые выступил в США, в декабре вернулся туда снова уже на постоянной основе. В 1937 году исполнил Четвёртый концерт Вольфганга Амадея Моцарта с Бостонским симфоническим оркестром (дирижёр Сергей Кусевицкий), в 1938 году выступил с Нью-Йоркским филармоническим оркестром под управлением Джона Барбиролли, исполнив скрипичный концерт Феликса Мендельсона. В 1939 году оказался на Кубе как концертмейстер и второй дирижёр Филармонического оркестра Гаваны, затем в 1942 году вернулся в США как концертмейстер и второй дирижёр Филармонического оркестра Канзас-Сити, но в 1943 году поступил на военную службу, чтобы выступать перед военными. Затем вернулся в Канзас-Сити до 1948 года, когда вместе с главным дирижёром Ефремом Курцем перешёл в Хьюстонский симфонический оркестр, но уже в 1949 году принял предложение возглавить Батон-Ружский симфонический оркестр. Наконец, в 1951 году Барера занял пост главного дирижёра Симфонического оркестра Эль-Пасо, на котором оставался до конца жизни. Благодаря мировому опыту Бареры за время его руководства с оркестром выступали такие выдающиеся международные солисты, как Клаудио Аррау, Виктория де лос Анхелес, Чезаре Сьепи.
В то же время регулярно возвращался с гостевыми концертами в Италию: так, в Муниципальном театре Болоньи провёл в 1949—1968 гг. семь оркестровых концертов с такими солистами, как Эдвин Фишер, Никанор Сабалета, Джино Горини и Серджио Лоренци, в 1954 году дирижировал премьерой «Идиллии и дифирамба» для оркестра Энцо Мазетти.
Отцу и сыну Барера посвящена пьеса Адоне Цекки «Безумцы и марионетки» (итал. Pazzi e Pupazzi; 1931) для скрипки и фортепиано.